# Ceraspis linharensis
Ceraspis linharensis är en skalbaggsart som beskrevs av Frey 1973. Ceraspis linharensis ingår i släktet Ceraspis och familjen Melolonthidae. Inga underarter finns listade i Catalogue of Life.